# Circolazione nei vivipari
Negli animali vivipari, la circolazione fetale è il sistema circolatorio di un feto. Il termine comprende di solito l'intera circolazione feto-placentare che include il cordone ombelicale e i vasi sanguigni all'interno della placenta che trasportano il sangue fetale.
La circolazione fetale (prenatale) funziona diversamente dalla normale circolazione postnatale, soprattutto perché i polmoni non sono utilizzati. Al contrario, il feto ottiene ossigeno e sostanze nutritive dalla madre attraverso la placenta e il cordone ombelicale. L'avvento della respirazione e la disgregazione del cordone ombelicale inducono l'espressione di bradichinina: il cambiamento neuroendocrino che trasformano la circolazione fetale nella circolazione postnatale.

## Struttura
Il sangue dalla placenta viene portato al feto dalla vena ombelicale. Negli esseri umani, meno di un terzo di questo entra nel dotto venoso di Aranzio e viene trasportato alla vena cava inferiore, mentre il resto del sangue entra nel fegato dal limite inferiore del fegato.
Il sangue si muove poi verso l'atrio destro del cuore. Nel feto c'è un'apertura tra l'atrio destro e quello sinistro (forame ovale), e la maggior parte del sangue scorre attraverso questo foro direttamente dall'atrio destro nell'atrio sinistro, evitando così la circolazione polmonare. Il flusso sanguigno continua nel ventricolo sinistro che permette al sangue fetale di esser pompato in aorta.
Una parte del sangue dall'aorta attraverso le arterie iliache interne, raggiungerà le arterie ombelicali e rientrerà nella placenta, dove viene ceduta l'anidride carbonica e altri prodotti di scarto del feto che verranno degradati attraverso la circolazione materna.
Una parte del sangue che entra nell'atrio destro non passa direttamente all'atrio sinistro attraverso il forame ovale ma entra nel ventricolo destro e viene pompato nell'arteria polmonare. Nel feto esiste una particolare connessione tra l'arteria polmonare e l'aorta, chiamata dotto arterioso di Botallo, che devia la maggior parte del sangue lontano dal circolo polmonare. Infatti i polmoni, durante la vita fetale, non vengono utilizzati per la respirazione in quanto il feto è sospeso nel liquido amniotico).